# Komule
Komule (Buddleja) je rod dvouděložných rostlin řazený v současné taxonomii do čeledi krtičníkovité. Zahrnuje asi 100 druhů a je rozšířen v tropech a subtropech Asie, Afriky i Ameriky. Komule jsou zpravidla keře se vstřícnými listy a čtyřčetnými květy v bohatých květenstvích. V České republice je jako okrasný keř pěstována v četných kultivarech zejména komule Davidova, známá jako motýlí keř.

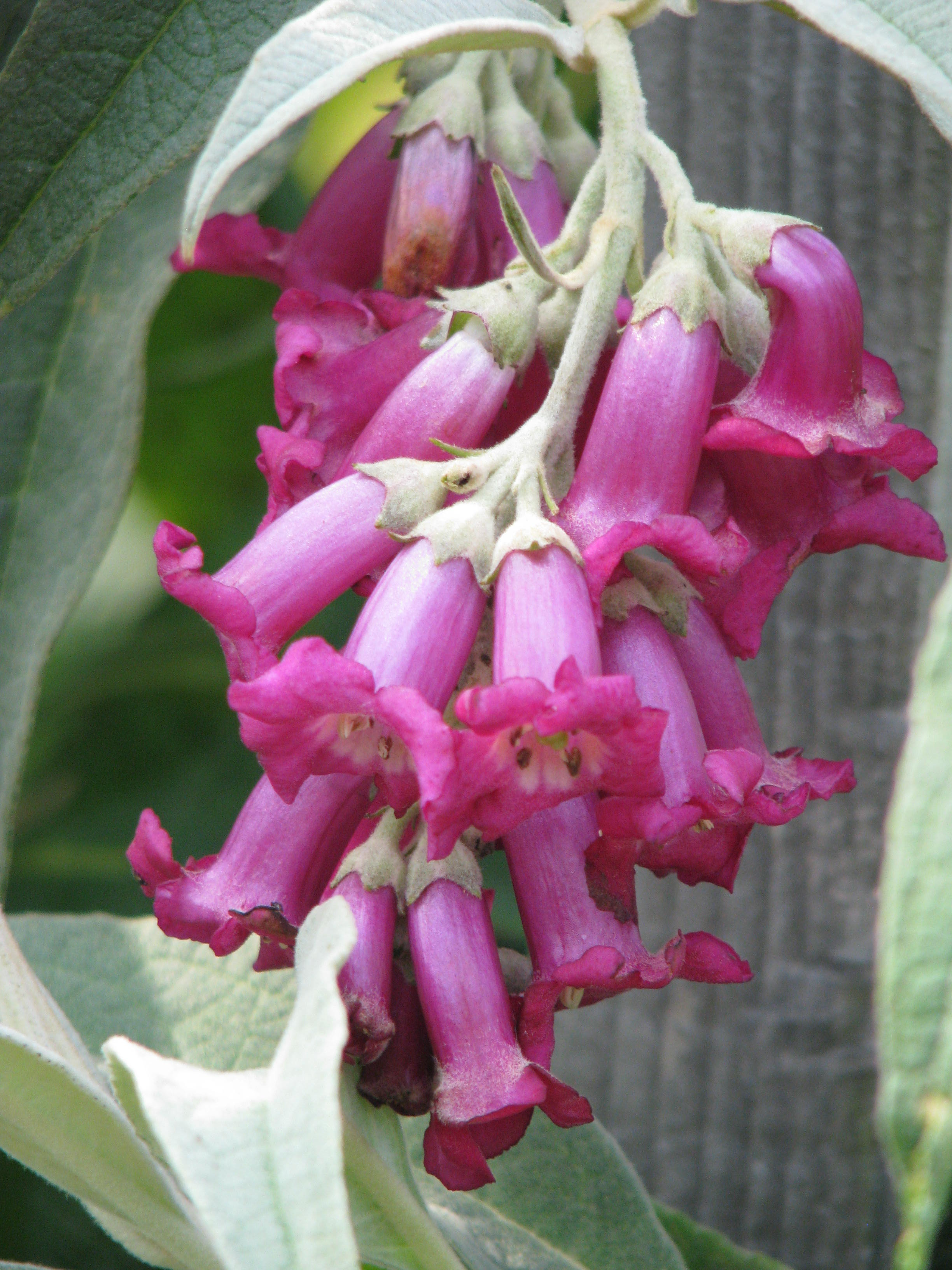
Neobvyklé květy Buddleja colvillei

## Popis
Komule jsou nejčastěji stálezelené, řidčeji opadavé keře nebo i stromy, liány či polodřevnaté byliny. Větévky jsou okrouhlé, čtyřhranné až čtyřkřídlé. Odění se skládá z hvězdovitých chlupů, které jsou přítomny zejména na spodní straně listů. Listy jsou většinou vstřícné, řidčeji střídavé (např. komule střídavolistá), krátce řapíkaté, celokrajné nebo na okraji vroubkované či zubaté. Palisty bývají velké, listovité. Báze listů jsou často ouškaté nebo propojené listovitými interpetiolárními palisty či příčnou linií. Květy jsou jednopohlavné nebo oboupohlavné, uspořádané nejčastěji ve vrcholových bohatých latách, řidčeji v úžlabních svazečcích. Kalich je zvonkovitý nebo miskovitý, kališní trubka je zpravidla delší než cípy. Na vnější straně je většinou plstnatý. Koruna je zvonkovitá, miskovitá, talířovitá až nálevkovitá, s přímou nebo zahnutou, válcovitou korunní trubkou. Tyčinky jsou 4, jsou nitkami přirostlé ke korunní trubce a zpravidla nevyčnívají z květů. Semeník je svrchní a obsahuje 2 nebo řidčeji 4 komůrky, v nichž je několik až mnoho vajíček. Čnělka je dlouhá nebo krátká a je zakončená hlavatou či dvoulaločnou bliznou. Plodem je přehrádkosečná tobolka pukající 2 chlopněmi, výjimečně (např. B. madagascariensis) bobule. Semena jsou drobná a často křídlatá.

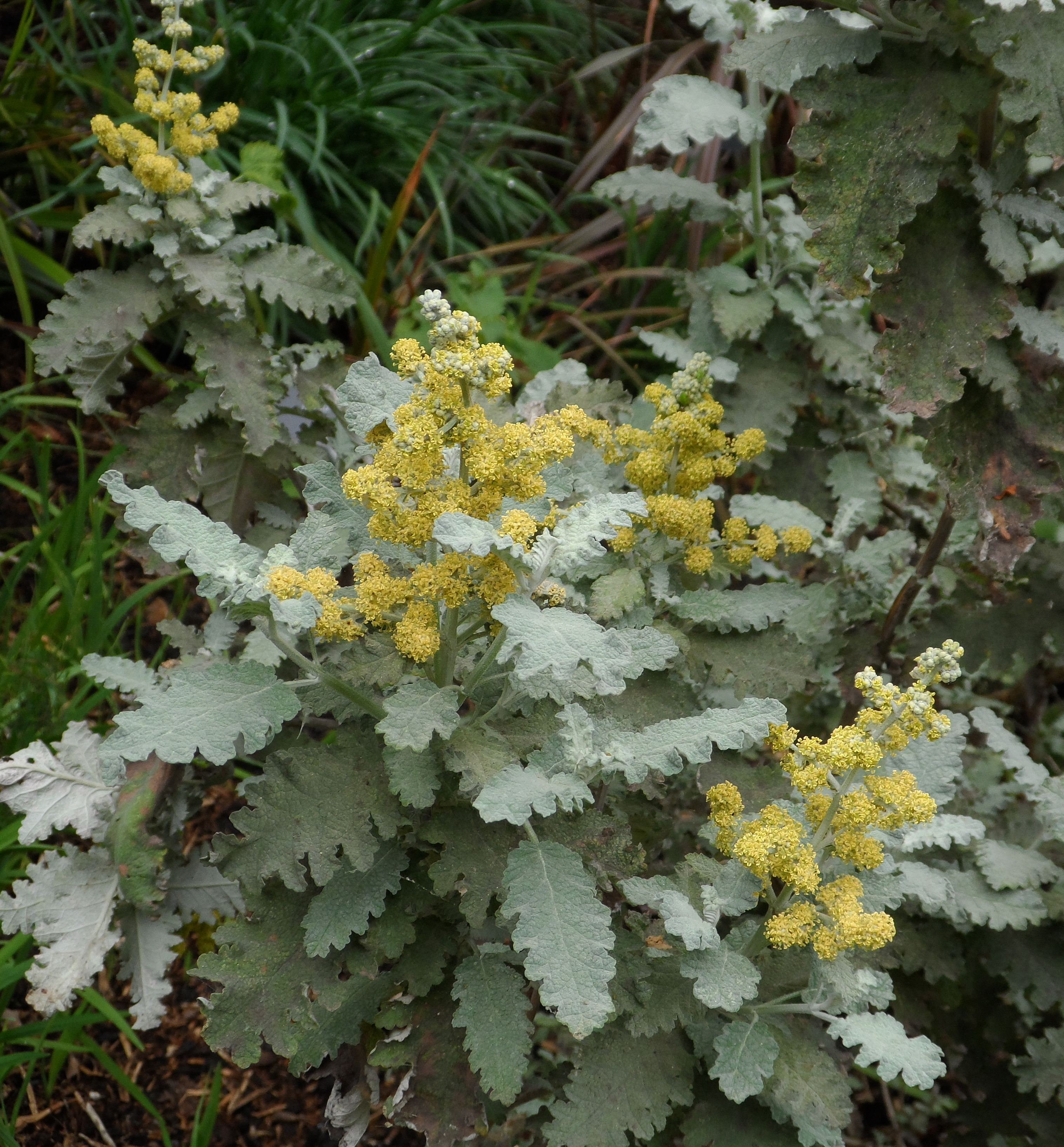
Buddleja glomerata
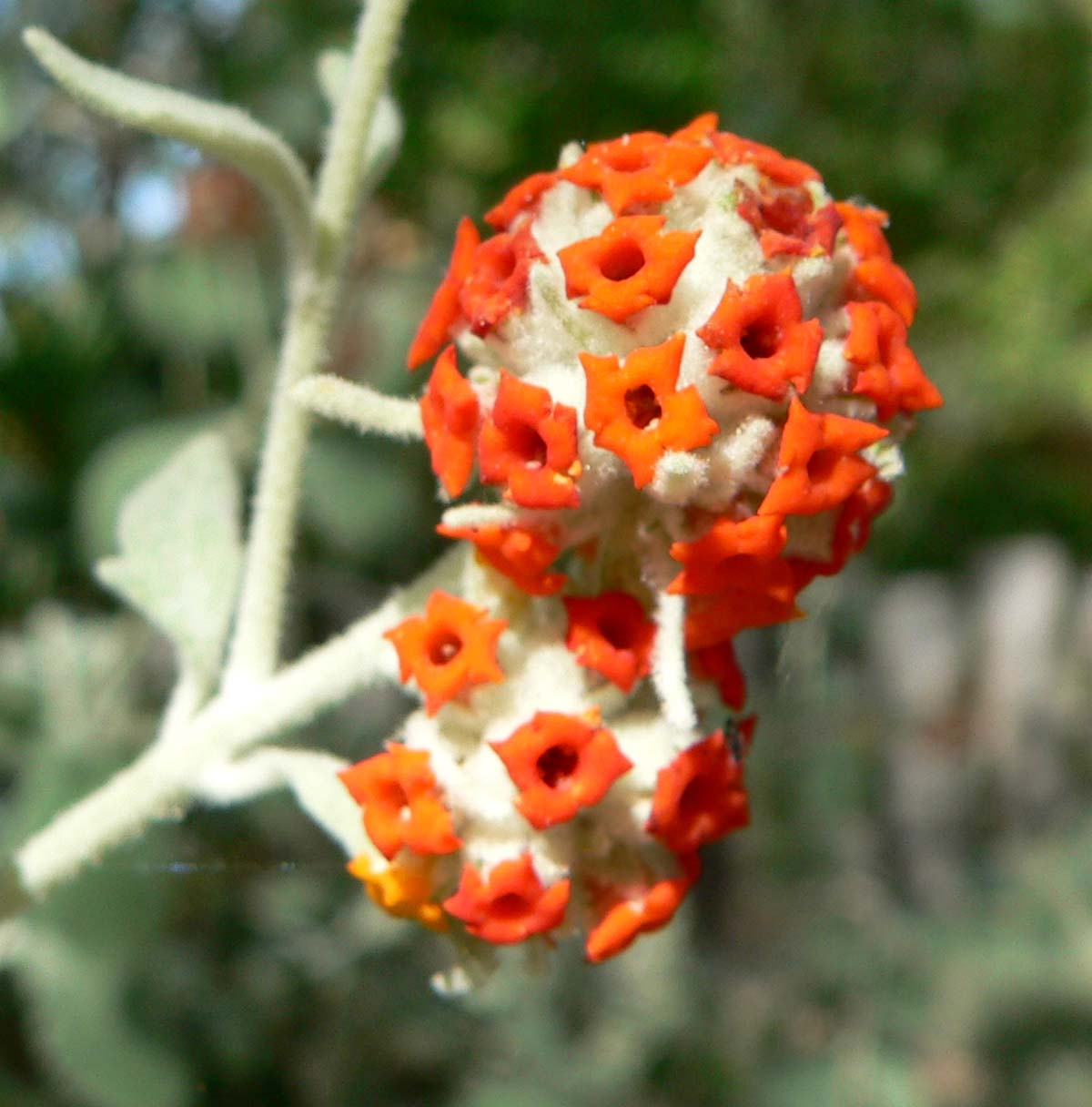
Zajímavě kvetoucí Buddleja marrubifolia
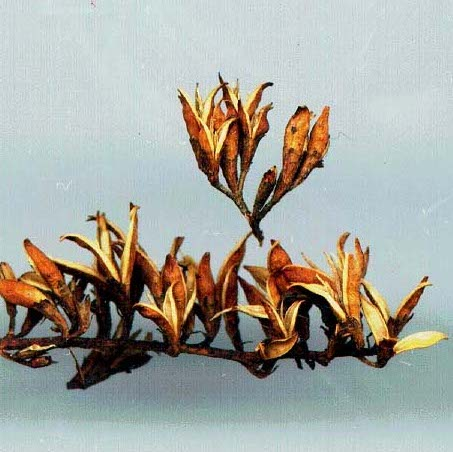
Suché plody komule Davidovy
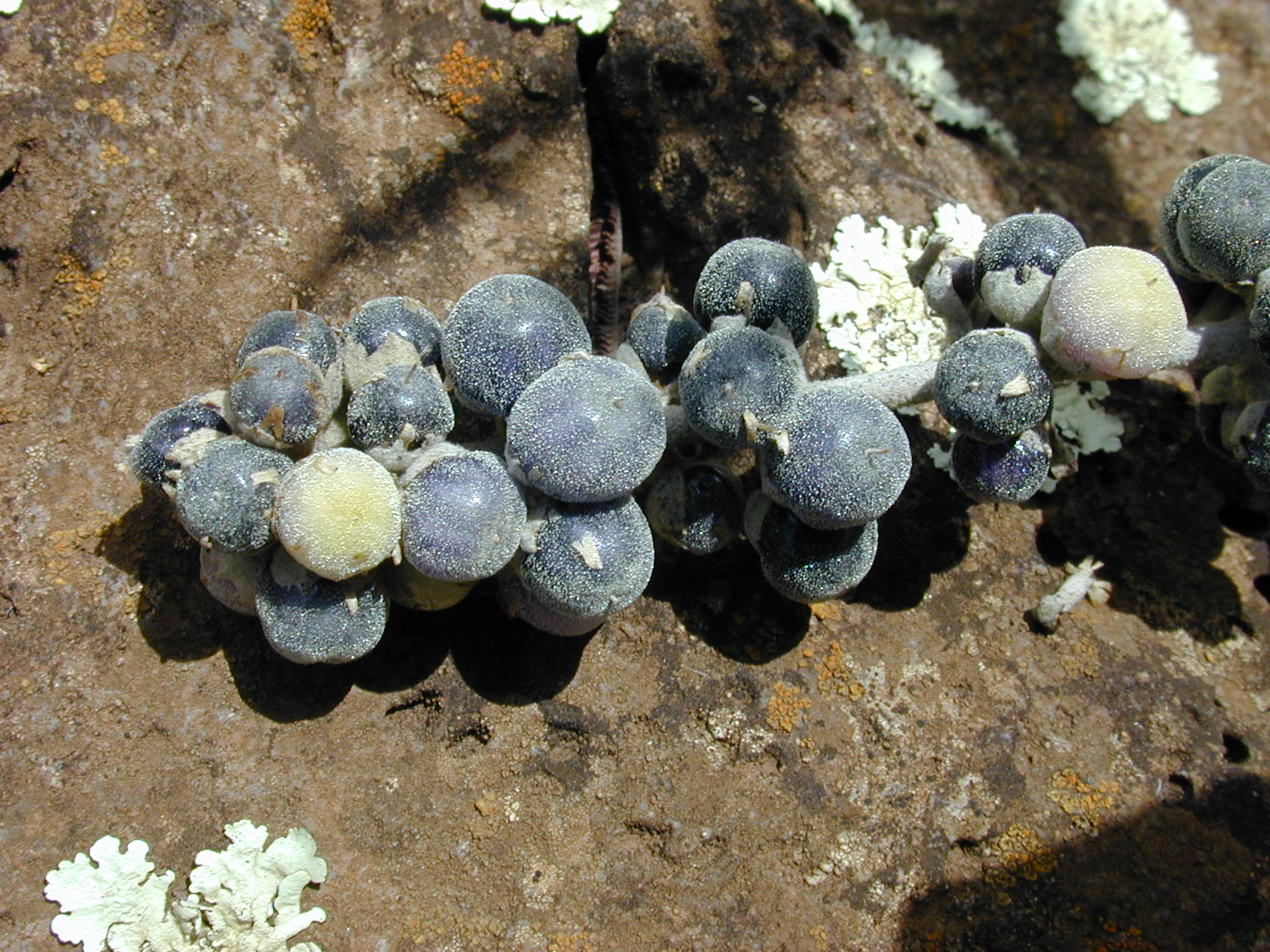
Plodenství Buddleja madagascariensis

## Rozšíření
Rod komule zahrnuje asi 100 druhů. Je rozšířen především v tropické a subtropické Asii, jižní Africe a Jižní Americe. Není přítomen v západní Africe, Austrálii a Tichomoří. Většina druhů je stálezelená, pouze některé druhy jsou opadavé a snášejí klima mírného pásu. Některé pěstované druhy, např. B. madagascariensis, se rozšířily vlivem pěstování i v tropech jiných částí světa. V Evropě není žádný druh původní, v teplejších oblastech zplaňuje pěstovaná komule Davidova. Asi polovina popsaných druhů komulí roste v Americe, zejména ve středních polohách jihoamerických And. Z Číny je uváděno 20 druhů. V Malajsii je původní jediný druh, Buddleja asiatica, některé další druhy zde zdomácněly.
Komule rostou většinou na otevřených, slunných stanovištích jako součást keřové vegetace či na lesních okrajích. Často vyhledávají narušená místa. Jsou rozšířeny od nížin do vysokých nadmořských výšek (zejména v Andách). V některých evropských zemích, např. v Rakousku a Německu, se komule Davidova spontánně šíří. Nalezla vhodné stanoviště zejména na poříčních písčitých náplavech či na rumištích.

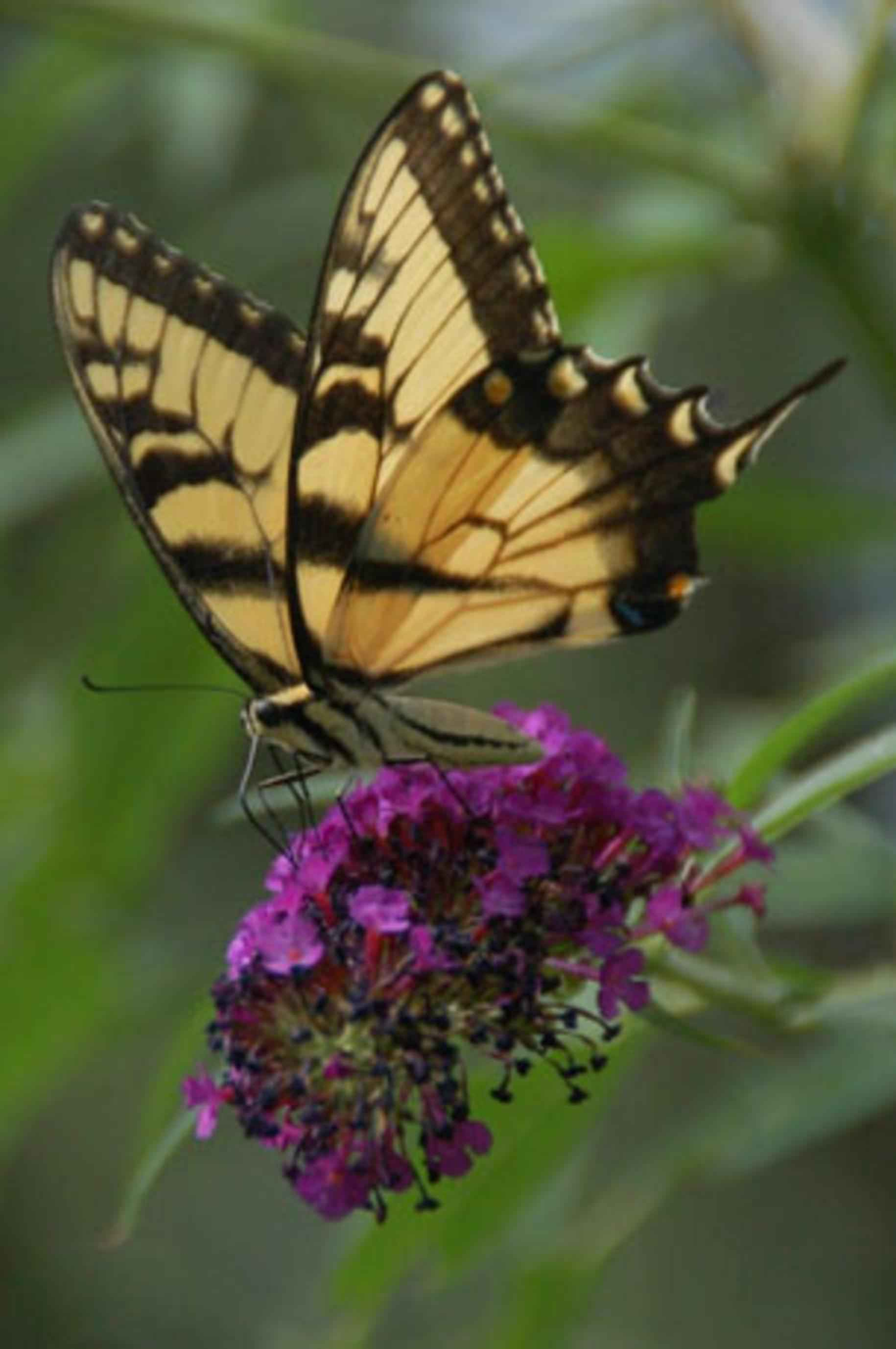
Otakárek na květech komule

## Ekologické interakce
Mnohé druhy komulí mají vonné květy, které jsou opylovány nejrůznějším hmyzem. Komule Davidova je známa jako motýlí keř, neboť květy lákají množství motýlů. Semena jsou většinou šířena větrem, u druhů s bobulemi pravděpodobně zvířaty či ptáky.

## Taxonomie
Rod Buddleja měl v minulosti nejisté zařazení. Spolu s několika blízce příbuznými rody (Androya, Emorya, Gomphostigma, Nicodemia, Nuxia, Peltanthera) byl zahrnován buď do čeledi Buddlejaceae, nebo do čeledi Loganiaceae, v jejím rámci pak do podčeledi Buddlejoideae a tribu Buddlejeae. Od zbytku této čeledi se odlišuje zejména chemismem, neboť alkaloidy charakteristické pro čeleď Loganiaceae neobsahuje, zato jsou v něm přítomny glykosidy podobné těm v čeledi Scrophulariaceae. Toto vodítko se při použití molekulárních metod výzkumu ukázalo jako správné a v rámci velké reorganizace řádu Lamiales v systému APG byl rod komule vřazen do prořídlé čeledi Scrophulariaceae. Další rozdíly jsou v morfologii, např. v typu trichomů (hvězdovité u Buddleja, jednoduché u Loganiaceae).

## Zástupci
- komule Davidova (Buddleja davidii)
- komule japonská (Buddleja japonica)
- komule sněhobílá (Buddleja nivea)
- komule střídavolistá (Buddleja alternifolia)
- komule tibetská (Buddleja tibetica)
- komule Weyerova (Buddleja x weyeriana)[1]

## Význam
Komule Davidova je pěstována v četných kultivarech jako okrasný keř, významný bohatým letním kvetením. Do Evropy byla přivezena v roce 1890, v Čechách byla poprvé vysazena v roce 1911 v Průhonicích. Jednotlivé kultivary se odlišují zejména barvou a strukturou květenství, celkovým vzrůstem (existují i trpasličí kultivary) a zbarvením listů. Křížením se žlutě kvetoucím druhem Buddleja globosa byl získán kříženec komule Weyerova (Buddleja x weyeriana), vyznačující se žlutými až oranžovými květenstvími, která jsou ve spodní části kulovitá. Řidčeji je pěstována komule střídavolistá. V Evropě se pěstuje od roku 1814, v Průhonicích byla vysazena v roce 1924. Ve sbírkách botanických zahrad se lze setkat i s jinými druhy, jako je komule sněhobílá (B. nivea), komule japonská (Buddleja japonica) aj.
Některé druhy jsou místně využívány pro obsah pěnivých saponinů při praní nebo jako jed pro lov ryb. Mají význam i v místní medicíně.

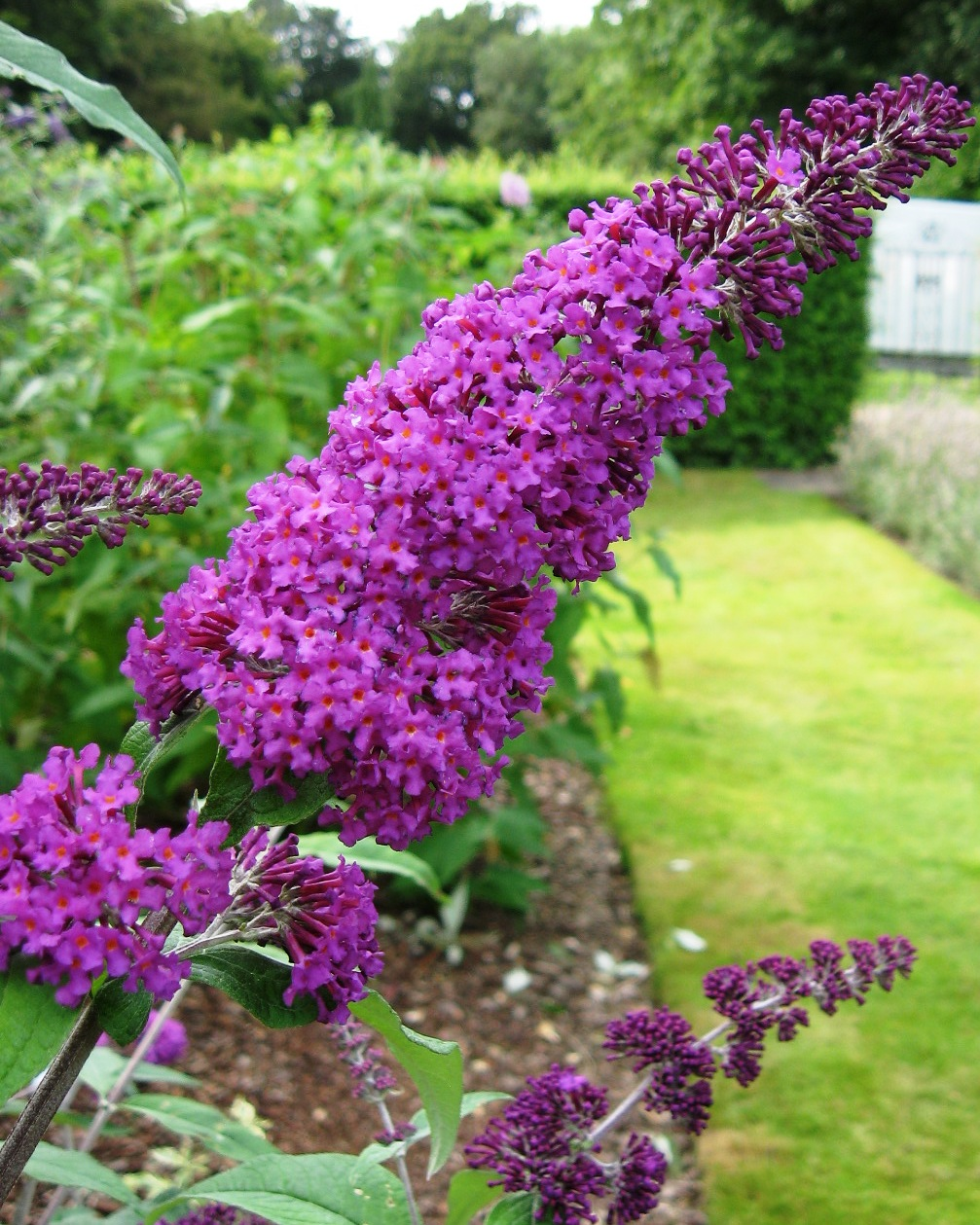
Květenství Buddleja davidii 'Fascination'
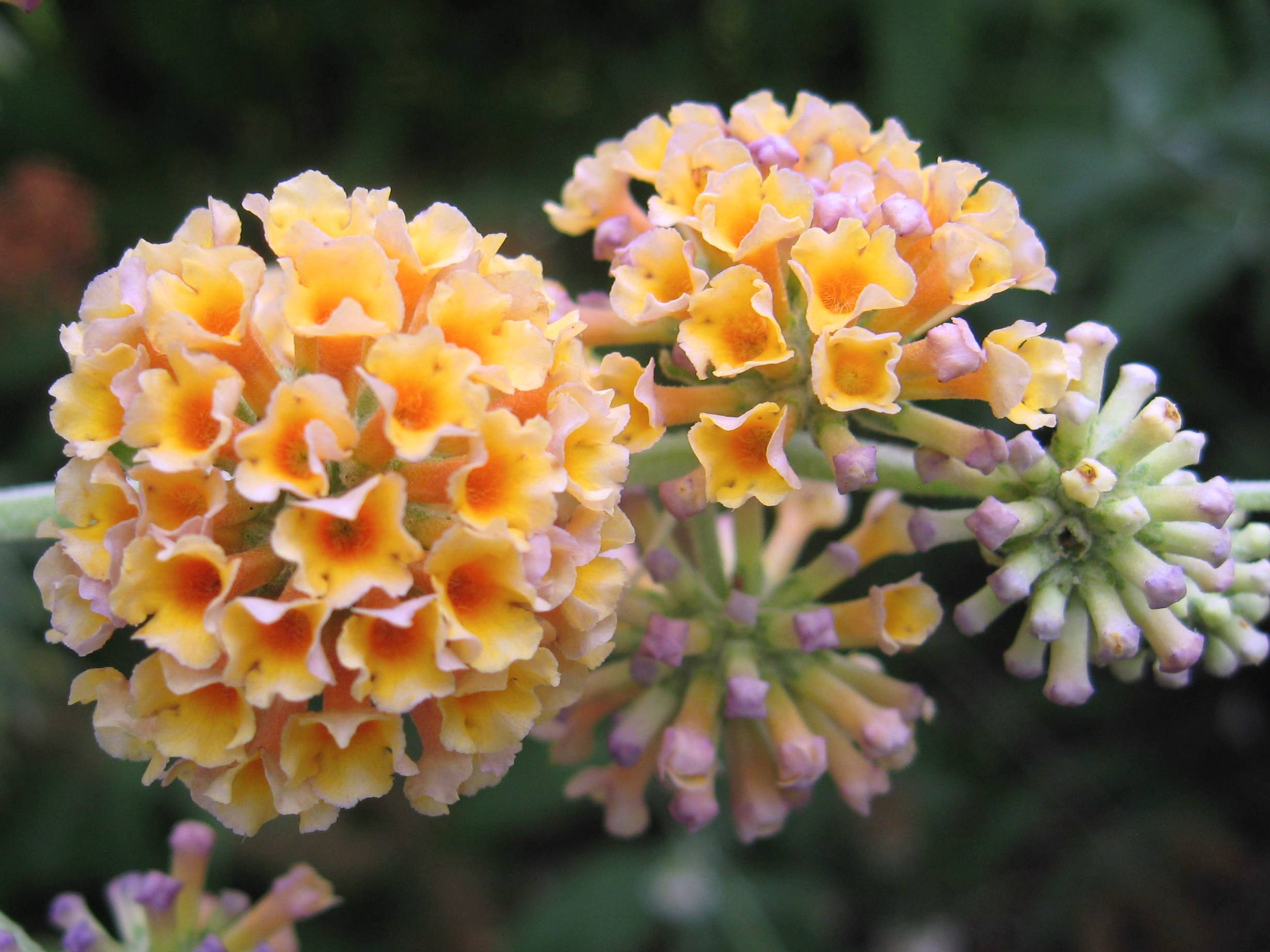
Květenství Buddleja x weyeriana 'Moonlight'
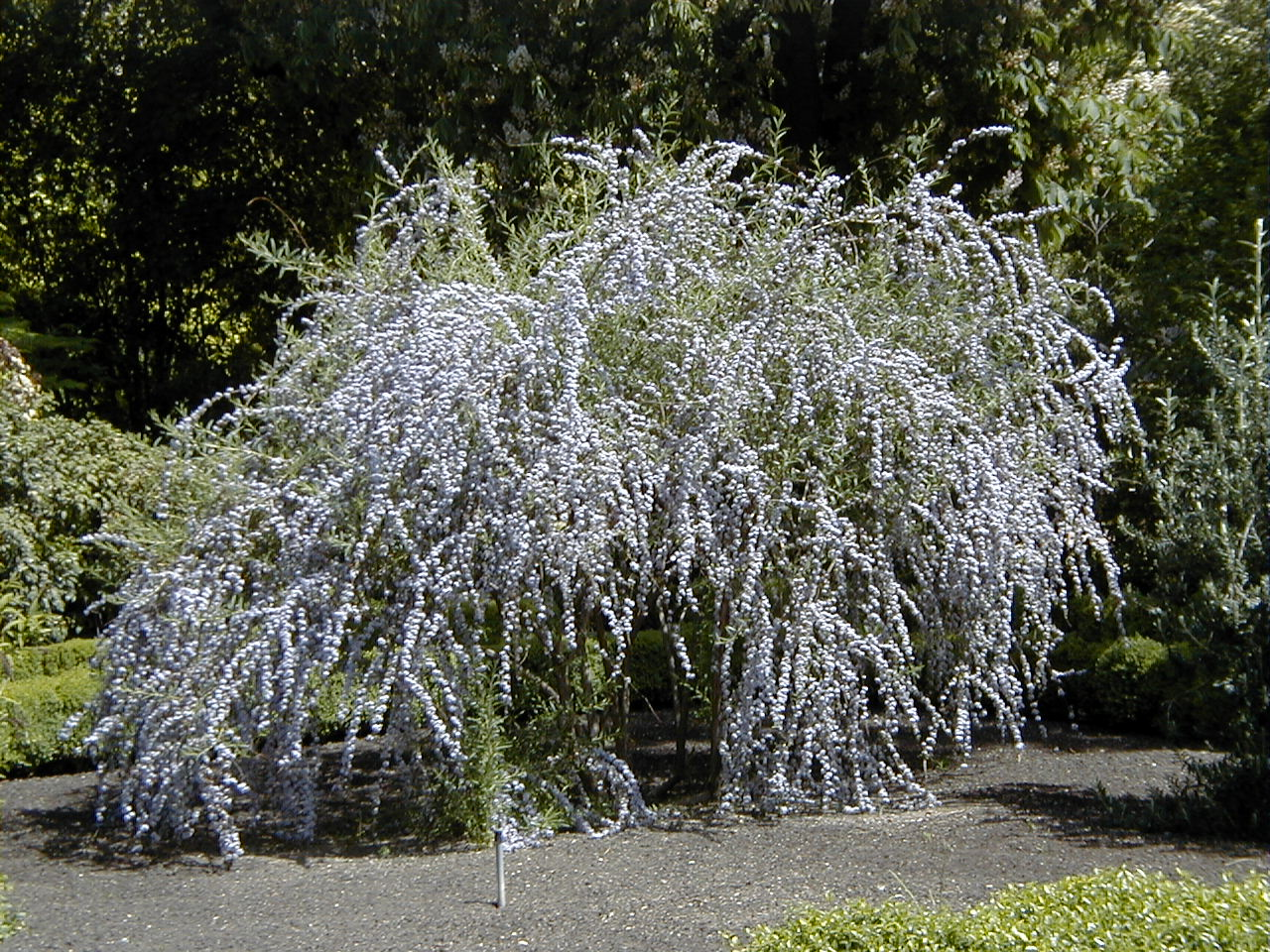
Rozkvetlá komule střídavolistá
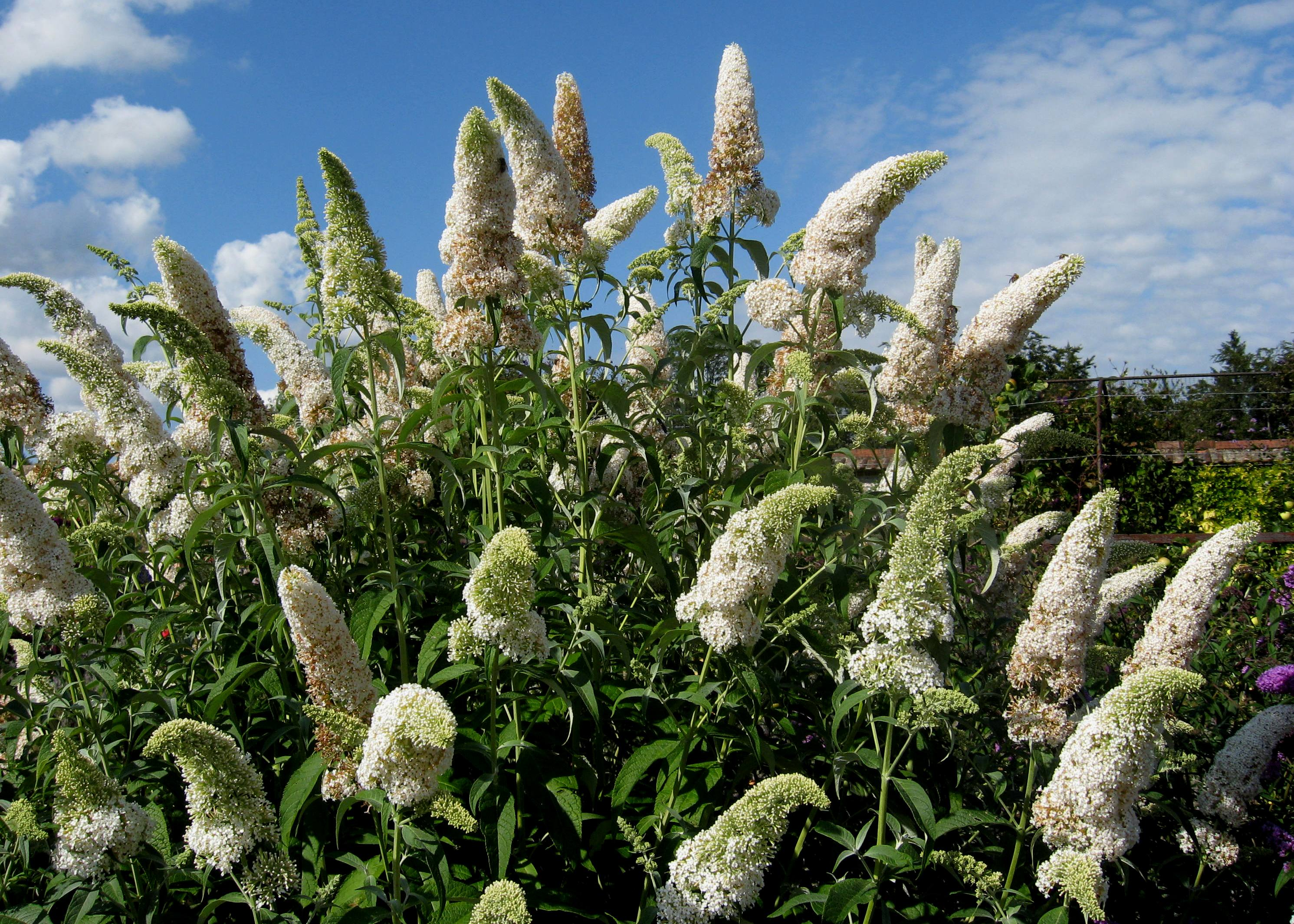
Buddleja davidii 'White Profusion'

## Pěstování a množení
Komule nejlépe prospívají na živných půdách v teplejších polohách, na půdu však nejsou nijak náročné. Stanoviště by mělo být slunné a chráněné. Komuli Davidovu a její křížence a kultivary je třeba v předjaří silně seříznout. Často v zimě promrzne až k zemi, na jaře však znovu silně obráží. Komule se rozmnožují zejména zelenými řízky, které lze odebírat od března do srpna ze slabších větévek. Některé druhy se množí i dřevnatými řízky, které se odebírají na podzim před mrazy, skladují v chladu a na jaře zasadí do substrátu. Pro rozmnožování komule střídavolisté se využívá také roubování či štěpování v lednu na kořeny (do rozštěpu). Komule lze množit také semeny, což má význam především u čistých druhů, neboť kultivary často nedávají jednotné potomstvo. Semena se vysívají v březnu až dubnu pod sklo.